# 玻璃鎗的愛
《玻璃鎗的愛》（英語：Love, Guns & Glass），是一部1995年上映的香港黑幫電影，任達華、葉童等主演。

## 劇情
黑幫老大容兆榮從事白粉行業，警方想盡快把他捉拿歸案，終於，在十年前，容兆榮身邊的阿輝實為臥底，他把容兆榮拘捕，但容兆榮卻不並沒怪他。
在十年後，容兆榮出獄，但他的老婆早已帶著女兒離開香港，手下阿飛前來接應容兆榮，在夜晚，阿輝再次出現，所有手下也極之討厭他，唯獨容兆榮並沒怪他。容兆榮仇敵黑仔耀前來報仇，他要容兆榮為自己面上的疤痕負責....

## 角色
| 演員   | 角色   | 粵語配音 | 備註 |
| 任達華 | 容兆榮 | 陳欣     | 兆哥 黑幫老大 阿輝（輝sir）之老大，在十年前身為臥底的他拘捕入獄，但自己並沒怪其 阿飛之老大 劉若晴之男友，在十三天後結婚 最後殺死黑仔耀      |
| 葉童   | 劉若晴 | 葉童     | 因沒錢而去容兆榮的高利貸裏借錢，兩人因此認識 生意人 容兆榮之女友，在十三天後結婚 最後黑仔耀槍傷，本來不治，但最後奇蹟地醒回                 |
| 秦豪   | 黑仔耀 | 陳永信   | 黑仔 黑幫老大 龍哥之手下，被其出賣，後殺害其 容兆榮之天敵，在多年前被其打傷面部並出現疤痕 性格心狠手辣 最後被容兆榮槍殺，但臨死前槍傷劉若晴 |
| 張耀揚 | 阿飛   | 潘文柏   | 黑幫小混混 容兆榮之手下 黑仔耀之天敵 最後被輝sir拘捕                                                                                        |
| 容錦昌 | 輝sir  | 容錦昌   | 阿輝 容兆榮之手下，實為臥底，並抓掉他，但他並沒怪自己 最後拘捕阿飛及容兆榮                                                                  |
| 方野   | 高永雄 | 盧雄     | 黑幫老大 容兆榮之天敵 在容兆榮及劉若晴的婚禮上出現並要求容兆榮還錢                                                                          |
| 張睿玲 | 阿玉   | 陸惠玲   | 容兆榮之妻 在容兆榮坐牢時帶著姦夫及女兒離開香港                                                                                             |
| 成奎安 | 龍哥   | 盧雄     | 大毒犯 黑仔耀之老大，後出賣其，被其殺害 在多年前和容兆榮合作，並誤會其出賣自己，在脅持輝sir時被黑仔耀插死                                   |
| 盧雄   | 盧醫生 | 盧雄     | 醫院醫生 負責拯救劉若晴的醫生 |

## 外部連結
- 香港影庫上《玻璃鎗的愛》的資料（繁體中文）
- 豆瓣电影上《玻璃鎗的愛》的資料 （简体中文）